# Капелльман, Юпп
Юпп Ка́пелльман (нем. Jupp Kapellmann; род. 19 декабря 1949) — немецкий футболист, играл на позиции полузащитника.

## Карьера
Начинал свой путь в «Алемании», за которую провёл 2 сезона. В 1970 году перешёл в «Кёльн», с которым трижды выходил в финал кубка ФРГ и становился серебряным призёром чемпионата ФРГ. В 1973 году его заприметила мюнхенская «Бавария», которая заплатила за него 802000 немецких марок. С «Баварией» Юпп выиграл чемпионат ФРГ, трижды Кубок европейских чемпионов и один раз Межконтинентальный кубок.
В сборной Юпп не смог закрепиться и сыграл только 5 матчей, не забив в них ни одного мяча. Стал чемпионом мира, но наблюдал за ним со скамейки запасных.
В настоящее время Юпп — ортопед города Розенхайм.

## Достижения
«Кёльн»
- Вице-Чемпион Германии: 1973
- Финалист Кубка Германии: 1970, 1971, 1973

«Бавария»
- Чемпион Германии: 1973/74
- Победитель Лиги чемпионов: 1974, 1975, 1976
- Обладатель Межконтинентального кубка: 1976